# Clueso
Clueso, nemški glasbenik, pevec, raper, tekstopisec, producent, avtor * 9. april 1980, Erfurt, Nemčija, 

## Življenje
Clueso, ki si je ime sposodil od lika inšpektorja Cloueseauja iz filma Rožnati panter Blakea Edwardsa, ustvarja glasbo od leta 1995, najprej kot član zasedbe EFP 96 (Erfurt Projekt 1996),  iz katere se je potem razvila glasbena skupina Wostok MCs. Poleg Cluesoja so v skupini delovali še DJ Malik in Steer M, ki še danes pogosto nastopajo skupaj s Cluesojem. S številnimi t. i. jam-nastopi v nočnem klubu Kassablanca v Jeni in drugih nemških mestih je lahko pilil svoje sposobnosti kot raper in entertainer.
Ko je prekinil pripravništvo za frizerja, je spoznal svojega poznejšega menedžerja Andreasa Welskopa. Njegova prva vinilna objava Clüsolo (takrat še Clüso) je bila izdana preko založbene pogodbe pri BMG Ufa. Leta 1999 sta se z Welskopom preselila v Köln, v glasbeni studio 10vor10-Studios, kjer je leto pozneje sklenil pogodbo z založbo Four Music. Pri tej založbi je potem izšel njegov prvi album Text und Ton (Text in ton). S svojo live-skupino Curfew je med drugim zaigral na festivalih, kot so: MTV HipHop Open v Stuttgartu in Beats for Life v Kölnu.
Leta 2002 se je preselil nazaj v Erfurt, kjer je v novo zgrajenem studiu Zughafen (naseljen v eni od stavb erfurtske tovorniške železniške postaje) kot pevec skupine Rowdy Club (zdajšnji Rhythm Club) posnel album Rowdy-Club-Tape 2002. Leto zatem je začel s produkcijo svojega drugega albuma Gute Musik (Dobra muska), ki ga je dokončal leta 2004. Pri njem so med  drugim sodelovali: Blumentopf, Marcel Aue, Steer M, Tilmann Jarmer, Delhia, Tim Neuhaus in erfurtski blues kitarist Jürgen Kerth. Za razliko od predhodnega albuma, kjer so prevladovali raperski elementi, je na tem veliko več odpetih komadov, odpovedal pa se je angleškim prispevkom. Poleg tipičnih hip hop tem se na albumu tematizirajo tudi prijetne in neprijetne posledice konzuma marihuane (npr. Vergessen ist so leicht). Kot že predhodni album tudi album Gute musik vsebuje t. i. skite (komični, satirični glasbeni skeč).
Zaradi selitve v Erfurt je trpelo sodelovanje z njegovo skupino Curfew, nakar je okrog sebe zbral več glasbenikov iz Thüringena (večina so člani weimarske zasedbe StoryPlay), s katerimi v živo nastopa kot Clueso und Band (Clueso in band). 30. januarja 2005 je izšel singl Kein bock zu geh'n (Ne da se mi še it). S to pesmijo je 12. februarja 2005 zastopal Thüringen na nemškem izboru za pesem Evrovizije, kjer je zasedel sedmo mesto. Clueso je bil leta 2005 partner z največjim nekomercialnim evropskim remiks tekmovanjem Start Ab. Od 3. do 5. junija so tekmovalci imeli čas, da iz njegovih posnetkov za singl Pizzaschachteln, ki je izšel 6. junija, priredijo nov remiks.
Oktobra 2005 je Clueso v sklopu Goethe inštituta  kot poslanec mlade in živahne Nemčije s svojim bandom  potoval skozi Italijo, kjer je odigral nekaj koncertov. Njegova glasba služi kot sredstvo, ki poskuša prenesti liričnost nemškega jezika v tujino.
19. maja 2006 je izšel njegov tretji album Weit weg (Daleč stran), na katerem se najde tudi pesem Chicago. 3. februarja 2007 se je v berlinskem Fritz klubu, ki je nekdaj bil poštna železniška postaja, odvijal koncert,  na katerem je Clueso skupaj s svojim bandom in filharmonijo STÜBA (thürinški orkester) izvajal svoje pesmi v aranžmaju za več kot 70 inštrumentov. Poleg njegove glasbe je orkester zaigral tudi izvlečke iz simfoničnega dela Metropolis Steffena Heinzeja. Koncert je izšel tudi kot DVD (Clueso Live oz. Clueso – Weit weg – Live). Sodelovanje z orkestrom se je nadaljevalo konec leta 2007. Clueso je bil predskupina na koncertih Herberta Grönemayerja na njegovi turneji maja in junija 2007. Leta 2007 mu je radijska postaja 1LIVE izrazila priznanje z nominacijo v kategoriji Bester Live-Act (Najboljši izvajalec v živo) za nagrado radijskih poslušalcev 1LIVE Krone.
Septembra 2007 je kot singl izšla pesem Lala, ki je bila posneta izključno za film Leroy. 14. februarja 2008 je Clueso s pesmijo Keinen Zentimeter (Nobenga centimetra več) ponovno zastopal Thüringen na nemškem izboru za pesem Evrovizije, ki ga organizira Stefan Raab, in s točko zaostanka zasedel drugo mesto. 30. maja 2008 je izšel njegov četrti album So sehr dabei (Tako zelo zraven) in drugi singl Mitnehm' (Vzeti seboj). 3. oktobra 2008 je sledil tretji singl Niemand an dich denkt (Nihče ne misli nate) z istega albuma.
4. decembra 2008 je Clueso prejel nagrado 1LIVE Krone (Krona 1LIVE) za najboljšega ustvarjalca,  izbran je bil med nominiranci, kot so: Thomas D, Peter Heppner, Curse in Nneka. 3. decembra naslednjega leta je še enkrat prejel  nagrado za najboljšega ustvarjalca, poleg tega pa je dobil še nagrado Beste Single (Najboljša pesem) za svoj komad Gewinner (Zmagovalci).
1. aprila 2009 je izšel četrti singl Gewinner, z njegovega studijskega albuma So sehr dabei. Prav tako je aprila 2009 na CD/DVD izšla live verzija tega albuma So sehr dabei LIVE, na katerem so posnetki nastopov s skladbami iz prejšnjih albumov.
Pozimi leta 2009 je s filharmonijo STÜBA šel na turnejo po izbranih mestih (Ludwigshafen, Kassel, Essen, Düsseldorf, kot tudi pri EinsLiveKrone v Bochumu). Julija 2010 je izšla dvojna zgoščenka Clueso & Stüba Philharmonie, ki je posnetek  božičnega koncerta iz leta 2009 v hamburškem studio Rolfa Liebermanna televizijske postaje NDR. V poletju 2010 je odpotoval v Španijo, kjer je posnel svoj novi album, ki je izšel spomladi 2011. Oktobra 2010 je ponovno nastopil na nemškem izboru za pesem Evrovizije, tokrat kot glasbeni gost thürinškega prispevka, ki sta ga zastopala Norman Sinn & Ryo ter zasedla šesto mesto.
V začetku decembra 2010 je Clueso objavil svojo prvo knjigo z naslovom Clueso. Od njega in o njem. (Clueso. Von und über). Prva izdaja je bila limitirana na 1000 izvodov ter obogatena z lastnoročnimi podpisi.  Knjiga poleg fotografij  vsebuje tudi besedila pesmi ter zgodbe in anekdote o umetniku.
25. marca 2011 je izšel peti studijski album An und für sich (Načeloma), ki  vsebuje tudi singl Zu schnell vorbei (Prehitro mimo).
16. septembra 2011 je izšla priredba komada Cello Uda Lindenberga, katero je zapel skupaj z Lindebergom v sklopu koncerta MTV-Unplugged. 5. novembra 2011 sta Clueso in Lindeberg pesem v živo zapela tudi v oddaji Wetten, dass..?? (Ali staviš..??), na nemški televizijski postaji ZDF. 
Clueso se v sklopu kampanje iCHANCE zavzema za učenje branja in pisanja, ki jo izvaja zveza za opismenjevanje in osnovno izobraževanje.
Leta 2011 je bil Clueso nominiran za MTV Europe Music Award – Best German Act (glasbena nagrada MTV-ja evropa – najboljši nemški izvajalec), ki je potem pripadla Leni Meyer-Landrut. Istega leta je prejel krono radia 1LIVE za najboljšega ustvarjalca (1LIVE Krone »Bester Künstler«), za katero je med drugim bil nominiran tudi Herbert Grönemeyer. 
S pevcem Wolfgangom Niedeckenom in njegovim bandom BAP je Clueso izdal singl z naslovom All die Augenblicke (Vse te trenutke), ki je bil prvič predstavljen na nemški podelitvi nagrad ECHO 2012 in je na razpolago kot prenos. Na tej podelitvi je poleg lavdacije skupaj z Ino Müller in Barbaro Schöneberger zapel epilog večera Verdammt lang her (Ful dolg nazaj).

## Diskografija
Studijski albumi:
- 1998: Clüsolo (EP)
- 2001: Text und Ton
- 2002: Das Tape 2002 (kot član erfurtske raperske zasedbe "The Rowdy Club")
- 2003: Extended Player (EP)
- 2004: Gute Musik
- 2006: Weit weg
- 2006: Willkommen im Club (kot član erfurtske raperske zasedbe "The Rhythm Club", nekoč "The Rowdy Club")
- 2008: So sehr dabei
- 2011: An und für sich
- 2011: An und für sich: Deluxe-Edition
- 2014: Stadtrandlichter
- 2015: Stadtrandlichter (live)

Singli:
- 2000: The Disk (z Metaphysics)
- 2000: Spiel da nich mit
- 2001: Sag mir wo
- 2003: Extended Player (EP)
- 2004: Wart' mal
- 2005: Kein Bock zu geh'n
- 2005: Pizzaschachteln
- 2005: Komm schlaf bei mir
- 2006: Chicago
- 2006: Out of Space
- 2007: Lala
- 2008: Keinen Zentimeter
- 2008: Mitnehm
- 2008: Niemand an dich denkt
- 2009: Gewinner
- 2009: Wir wolln Sommer
- 2010: So sehr dabei
- 2011: Zu schnell vorbei
- 2011: Du bleibst
- 2011: Beinah
- 2011: Cello (z Udojem Lindebergom)
- 2012: All die Augenblicke (z BAP-om)
- 2012: Fühlt sich wie fliegen an (z Maxom Herrejem in Crojem)
- 2014: Stadtrandlichter
- 2014: Freidrehen

## Priznanja
- Krona 1LIVE (1LVE Krone) :
  - 2008: "Najboljši ustvarjalec" (Bester Künstler)
  - 2009: "Najboljši ustvarjalec"
  - 2009: "Najboljša pesem" (Beste Single) (Gewinner)
  - 2011: "Najboljši ustvarjalec"

- Zlata plošča (Goldene Schallplatte):
  - 2009: za album "Weit weg"[11]

- Platinasta plošča (Platin Schallplatte):
  - 2010: za album "So sehr dabei" [11]
  - 2011: za album "An und für sich" [11]

- Nagrada Freda Jayja (Fred-Jay-Preis): 2011